# Steven John Maekawa
Steven John Maekawa (Bellevue, 22 novembre 1967) è un vescovo cattolico statunitense, dall'11 luglio 2023 vescovo di Fairbanks.

## Biografia
Steven John Maekawa è nato a Bellevue, nello Stato di Washington, il 22 novembre 1967 da Don e Kiyo Maekawa. Sua madre Kiyo si era convertita alla fede cattolica mentre studiava all'Università delle Hawaii. Ha due sorelle e un fratello.

### Formazione e ministero sacerdotale
Nel 1990 ha conseguito la laurea in architettura presso l'Università di Washington e poi è entrato nella Provincia del Santo Nome di Gesù dell'Ordine dei frati predicatori, ordine che aveva conosciuto durante gli studi.
L'8 settembre dello stesso anno ha vestito l'abito e, dopo avere completato il noviziato, il 14 settembre 1991 ha emesso i primi voti. Nel 1998 ha ottenuto il Master of Divinity presso la Dominican School of Philosophy and Theology di Berkeley.
Il 29 maggio 1998 è stato ordinato presbitero nella chiesa di Sant'Agostino a Oakland da monsignor John Stephen Cummins, vescovo di Oakland. In seguito è stato vicario parrocchiale della parrocchia di San Domenico a San Francisco dal 1998 al 2002; direttore del Centro Newman dell'Università di Washington dal 2002 al 2005; priore del priorato di San Domenico a San Francisco dal 2005 al 2007; direttore vocazionale della provincia dal 2007 al 2015 e di nuovo priore del priorato di San Domenico a San Francisco dal 2012 al 2016.
Dal 2001 al 2011 è stato impiegato come cappellano militare della Marina degli Stati Uniti in diverse località. Nel 2004 è stato inviato in Afghanistan nell'ambito dell'operazione Enduring Freedom e ha prestato servizio con la 25ª divisione di fanteria dell'Esercito degli Stati Uniti. È stato decorato per le sue azioni.
È stato membro del consiglio provinciale dal 2003 al 2007 e dal 2015 alla nomina episcopale.
Nel 2016 il suo Ordine gli ha assegnato l'ufficio di parroco della parrocchia della vecchia cattedrale della Sacra Famiglia ad Anchorage. Lì ha creato un programma di sensibilizzazione per le comunità Yupik e Inuit nelle aree remote dell'Alaska.

### Ministero episcopale
L'11 luglio 2023 papa Francesco lo ha nominato vescovo di Fairbanks. Ha ricevuto l'ordinazione episcopale il 12 ottobre successivo nel Carlson Center di Fairbanks dall'arcivescovo metropolita di Anchorage Andrew Eugene Bellisario, co-consacranti il vescovo di New Ulm Chad William Zielinski e quello di Oakland Michael Charles Barber. Durante la stessa celebrazione ha preso possesso della diocesi.
La diocesi di Fairbanks è la più grande degli Stati Uniti d'America per area. Delle quarantasei parrocchie cattoliche presenti nel 2023, solo nove sono raggiungibili in automobile. I vescovi devono utilizzare gli aerei per raggiungere le parrocchie cattoliche remote, alcune delle quali sono comunità di Yupik e Inuit. È inoltre la diocesi più settentrionale del paese e conta una popolazione totale di 166 800 abitanti, di cui circa 11 500 sono cattolici. È una circoscrizione povera, con solo otto parrocchie autosufficienti. In alcune chiese remote, i parrocchiani possono ricevere i sacramenti solo ogni due o tre mesi, con i sacerdoti che viaggiano per lunghe distanze su terreni difficili e in condizioni meteorologiche avverse.
In seno alla Conferenza dei vescovi cattolici degli Stati Uniti è membro del sottocomitato per gli affari dei nativi americani.

## Genealogia episcopale
La genealogia episcopale è:
- Cardinale Scipione Rebiba
- Cardinale Giulio Antonio Santori
- Cardinale Girolamo Bernerio, O.P.
- Arcivescovo Galeazzo Sanvitale
- Cardinale Ludovico Ludovisi
- Cardinale Luigi Caetani
- Cardinale Ulderico Carpegna
- Cardinale Paluzzo Paluzzi Altieri degli Albertoni
- Papa Benedetto XIII
- Papa Benedetto XIV
- Papa Clemente XIII
- Cardinale Marcantonio Colonna
- Cardinale Giacinto Sigismondo Gerdil, B.
- Cardinale Giulio Maria della Somaglia
- Cardinale Carlo Odescalchi, S.I.
- Cardinale Costantino Patrizi Naro
- Cardinale Lucido Maria Parocchi
- Papa Pio X
- Cardinale Gaetano De Lai
- Cardinale Raffaele Carlo Rossi, O.C.D.
- Cardinale Amleto Giovanni Cicognani
- Cardinale Pio Laghi
- Arcivescovo Charles Joseph Chaput, O.F.M.Cap.
- Arcivescovo Paul Dennis Etienne
- Arcivescovo Andrew Eugene Bellisario, C.M.
- Vescovo Steven John Maekawa, O.P.